# Everybody knows this is nowhere (album van Neil Young)
Everybody knows this is nowhere is het tweede studioalbum van de Canadese zanger, gitarist en pianist  Neil Young en het eerste met zijn band Crazy Horse. In februari en maart 1970 toerde Neil met Crazy Horse ter promotie van het album. Opnames van deze tournee zijn gebruikt voor het in 2006 uitgebrachte album Live at Massey Hall 1971.

## Muzikanten
- Neil Young - gitaar, zang
- Danny Whitten - gitaar, achtergrondzang
- Ralph Molina - drums
- Billy Talbot - basgitaar
- Bobby Notkoff - viool op "Running Dry"
- Robin Lane – achtergrondzanger op "Round & Round"

De band Crazy Horse is in 1972 opgericht, maar de bandleden waren al veel langer bij elkaar. In 1963 vormden Danny Whitten, Ralph Molina en Billy Talbot de doo-wop band Danny and the Memories. Later werd de band uitgebreid met Bobby Notkoff en werd de naam gewijzigd in the Rockets. Toen ze gingen samenwerken met Neil Young veranderden ze de bandnaam in Crazy Horse. De groep is genoemd naar de legendarische indianenleider van de Lakota: Crazy Horse. 

## Muziek
Op dit album zijn zowel stevige rocknummers als rustige country- en folksongs te horen.  Het album opent met de rock nummers Cinnamon girl en Everybody knows this is nowhere, gevolgd door de kalme folksong Round and round waarbij zangeres Robin Lane de tweede stem zingt. Down by the river en Cowgirl in the sand zijn beide lange nummers waarin veel gitaarsolo’s te horen zijn. The losing end  is een country rock nummer en Running dry (reqiem for the Rockets) is een rustige folksong. Cowgirl in the sand is gecoverd door the Byrds op hun album Byrds uit 1973. Die versie is meer gepolijst en melodieuzer. 

## Tracklijst
Alle muziek en teksten zijn geschreven door Neil Young. 
| Nr. | Titel                            | Duur |
| --- | -------------------------------- | ---- |
| 1.  | Cinnamon girl                    | 2:58 |
| 2.  | Everybody knows this is nowhere  | 2:26 |
| 3.  | Round & round (It won't be long) | 5:49 |
| 4.  | Down by the river                | 9:13 |

| 5.                 | The losing end (When you're on)       | 4:03  |
| 6.                 | Running dry (Requiem for the rockets) | 5:30  |
| 7.                 | Cowgirl in the sand                   | 10:06 |
| Totale duur: 40:29 |                                       |       |

## Album
Dit album is opgenomen in de Wally Heider Studios in Californië, waar ook het eerste album van Neil Young is opgenomen. De plaat is geproduceerd door Neil Young, in samenwerking met David Briggs, met de technici Henry Saskowski en Kendal Pacios.
Van dit album zijn twee singles uitgebracht: Down by the river en Cinnamon girl. Vanaf 1987 is dit album ook als Compact Disc verkrijgbaar. In 2009 is een ge-remasterde versie verschenen in de serie Neil Young Archives Official Release. 
De albumhoes is ontworpen door Ed Thrasher en de fotografie is van Frank Bez. Op de voorkant staat een foto van Neil Young geleund tegen een boom met een hond naast hem. Op de achterkant staat een foto van twee bomen en binnenin staat een aantal foto’s, vooral van Neil met gitaar. 

## Ontvangst
Dit album kreeg vijf sterren van de site AllMusic (dat is het maximum). Ook in de Encyclopedia of popular music en The Rolling Stone record guide werd het album gewaardeerd met vijf sterren. In de Rolling Stone lijst met de 500 beste albums staat deze plaat op # 208. Het staat ook op de 1001 Albums you must hear before you die. 
Het album Everybody knows this is nowhere bereikte # 34 in de Amerikaanse albumlijst Billboard 200. De single Cinnamon girl bereikte # 55 in de Billboard 100. 